# Náměstí 14. října
Náměstí 14. října (dříve Kostelní náměstí) se nachází v Praze 5 na Smíchově. Mezi jeho pamětihodnosti patří novorenesanční kostel sv. Václava s farou, barokní vila Portheimka, novorenesanční radnice, secesní tržnice (dnes v ní sídlí pobočka Městské knihovny) a Národní dům (zde proběhl 14. října 1918 pokus o vyhlášení socialistické Československé republiky rad).

## Historie
Význam náměstí vzrostl po vystavění Palackého mostu a Palackého ulice (dnes Lidická) kolem roku 1880. Tehdy bylo náměstí vybráno jako nové reprezentační centrum tehdy ještě samostatné smíchovské obce. Jakubské náměstí (dnes Arbesovo) tak ztratilo svou dosavadní funkci a zůstalo především tržištěm.
Do roku 1895 se podle kostela náměstí nazývalo Václavské náměstí (asi od 80. let 19. století), v letech 1895–1920 to bylo Kostelní náměstí, od roku 1920 náměstí 14. října; pouze v letech 1940–1945 neslo název Stamicovo náměstí (podle českého hudebníka Jana Václava Stamice).

## Významné objekty

### Kostel sv. Václava

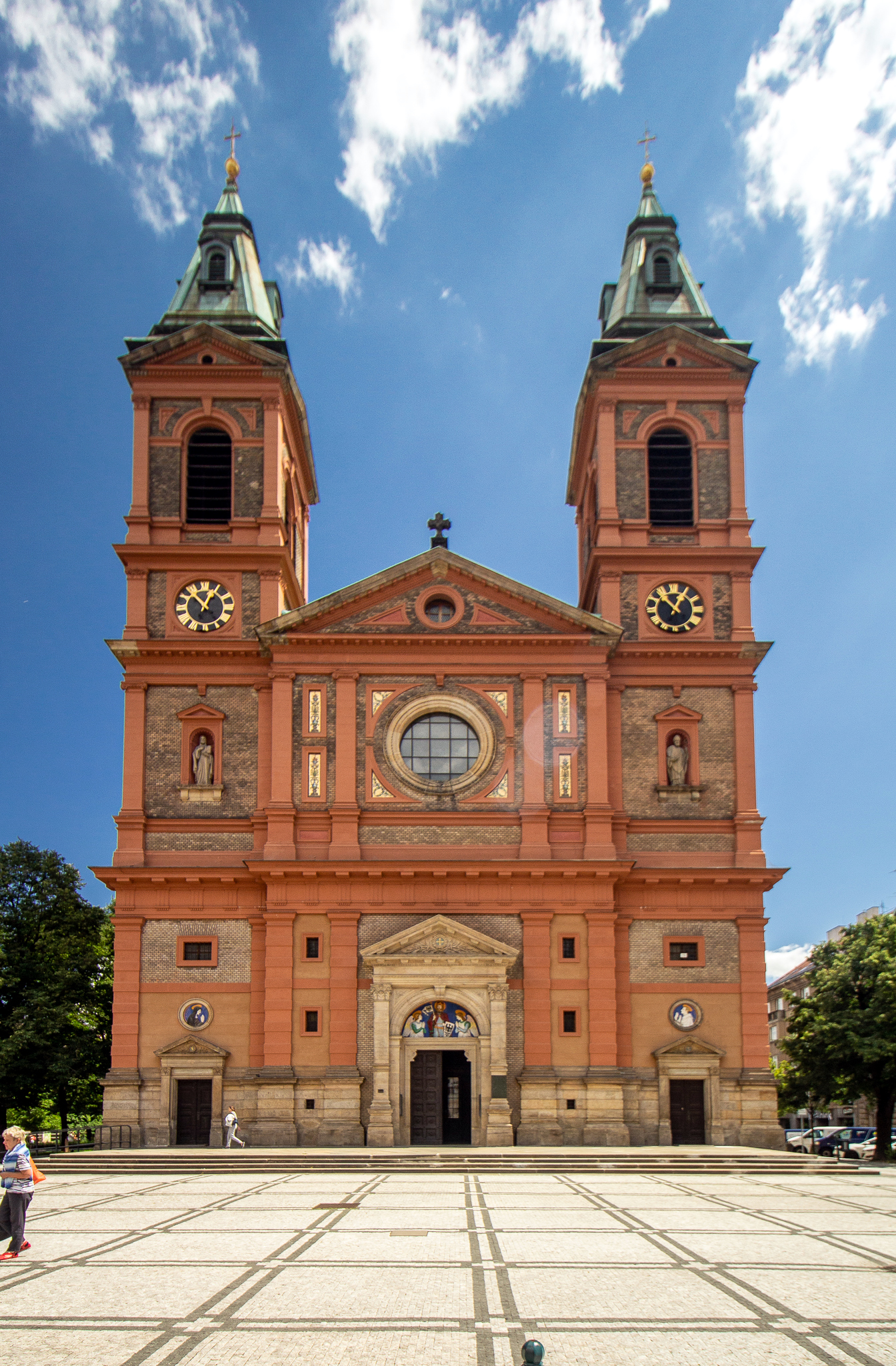
Kostel sv. Václava

Novorenesanční bazilika sv. Václava byla postavena v letech 1881–1885 podle plánů Antonína Viktora Barvitia. Na výzdobě se podíleli například Čeněk Vosmík, František Sequens, Josef Matyáš Trenkwald, Ludvík Šimek a Maxmilián Pirner. Antonín Barvitius je rovněž autorem přilehlé fary. Roku 1928 byl smíchovský farní chrám povýšen na arciděkanství. Prvním arciděkanem se stal Jan Pauly.

### Portheimka (Dienzenhoferův palác)
Letohrádek postavil Kilián Ignác Dienzenhofer v letech 1716–1721 pro sebe a svou rodinu. Výzdobu vytvořili Antonín Braun a Václav Vavřinec Reiner. Součástí letohrádku byla i barokní francouzská zahrada. Po Dienzenhoferově smrti získal letohrádek František Ferdinand Buquoy, který upravil zahradu v rokokovém stylu. Patrně koncem 18. století byla k letohrádku přistavěna dvě boční křídla. Roku 1815 zakoupili objekt podnikatelé Mojžíš a Leopold Porgesovi z Portheimu. Ti postavili na polovině zahrady továrnu na výrobu kartounu. V souvislosti se stavbou kostela sv. Václava došlo k parcelaci další části zahrady a ke zboření jižního křídla letohrádku. Letohrádek byl zestátněn v roce 1945

### Porgeska
Majetkem Porgesů z Portheimu byl i klasicistní objekt zvaný Porgeska. Ten byl zbořen po roce 1949 v rámci terénních úprav náměstí.

### Národní dům a ústřední tržnice
V roce 1905 byl vytyčen pozemek pro dvě secesní budovy ústřední tržnice a sousední Národní dům. Obě budovy a prostor mezi nimi projektoval architekt Alois Čenský.

### Park
V prvním desetiletí 20. století, spolu s novou zástavbou, byla plocha náměstí parkově upravena. Byl vytvořen snížený parter. Parková plocha na západní straně byla rozšířená o zelený pás s dvojitým stromořadím lip stříbrných. Plocha parku je bez vyšších porostů, kolem odpočívadel jsou vysázeny keře pustorylu věncového, v rozích jsou pnoucí růže  Ve středu parteru jsou květinové záhony. V  roce 1951 bylo do parku před Národní dům přemístěno barokní dílo zvané Medvědí fontána od sochaře Jeronýma Kohla, původně vytvořené pro zahradu letního sídla Jana Jiřího Slavaty. V souvislosti s výstavbou linky B metra byla v 80. letech 20. století plocha nově upravena podle návrhu zahradního architekta Jana Šteflíčka.

## Galerie

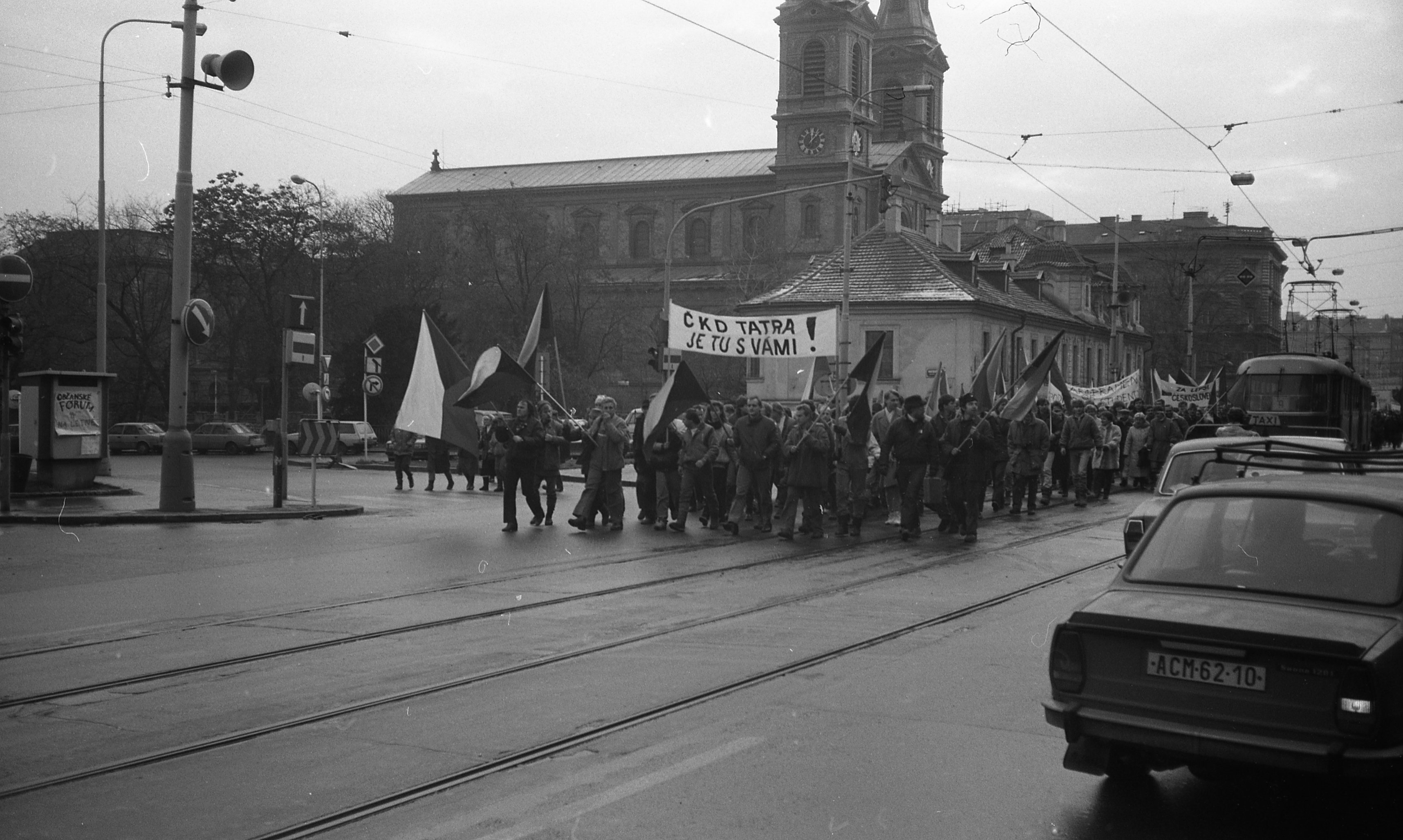
Události roku 1989
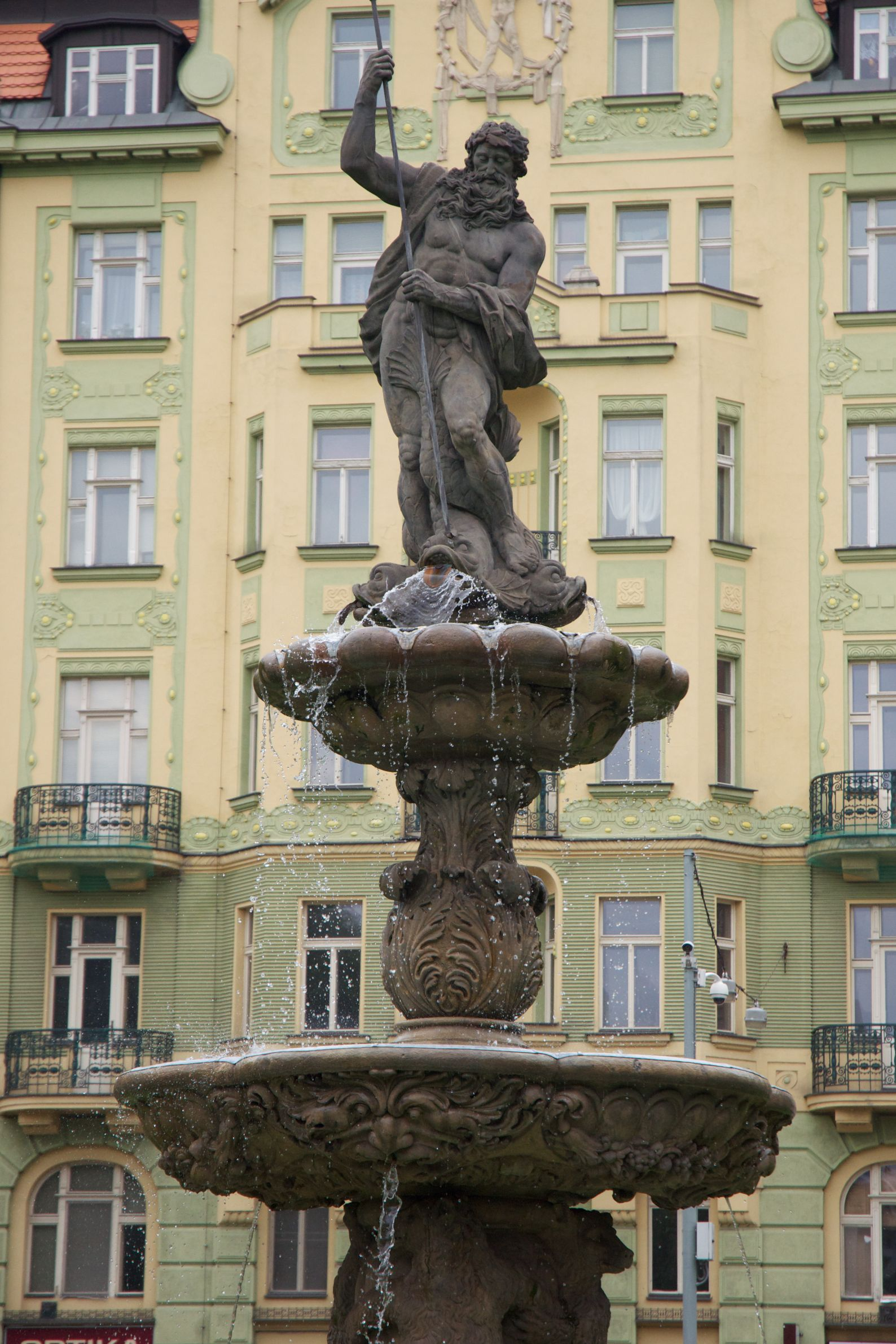
Medvědí fontána
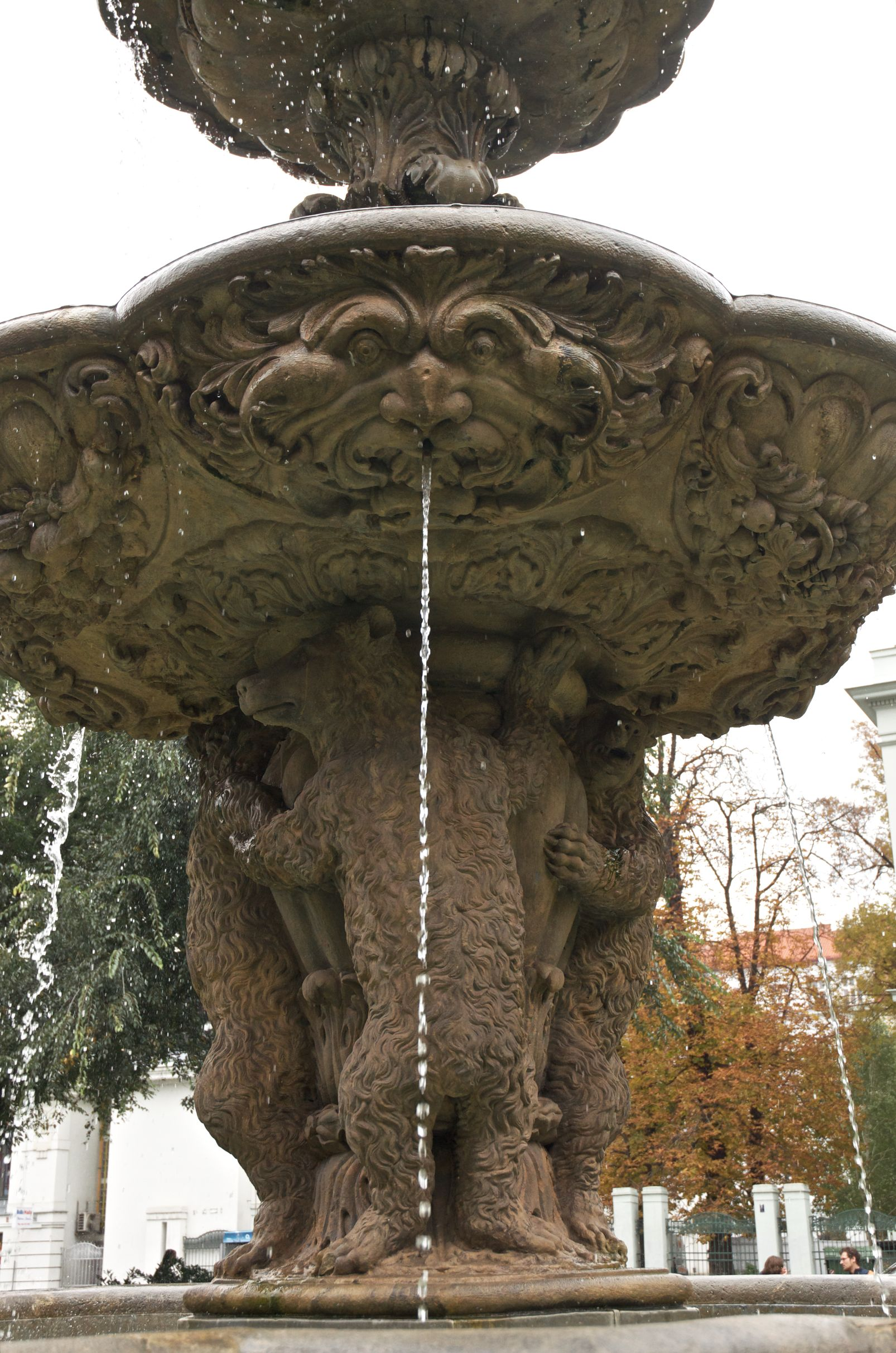
Medvědí fontána
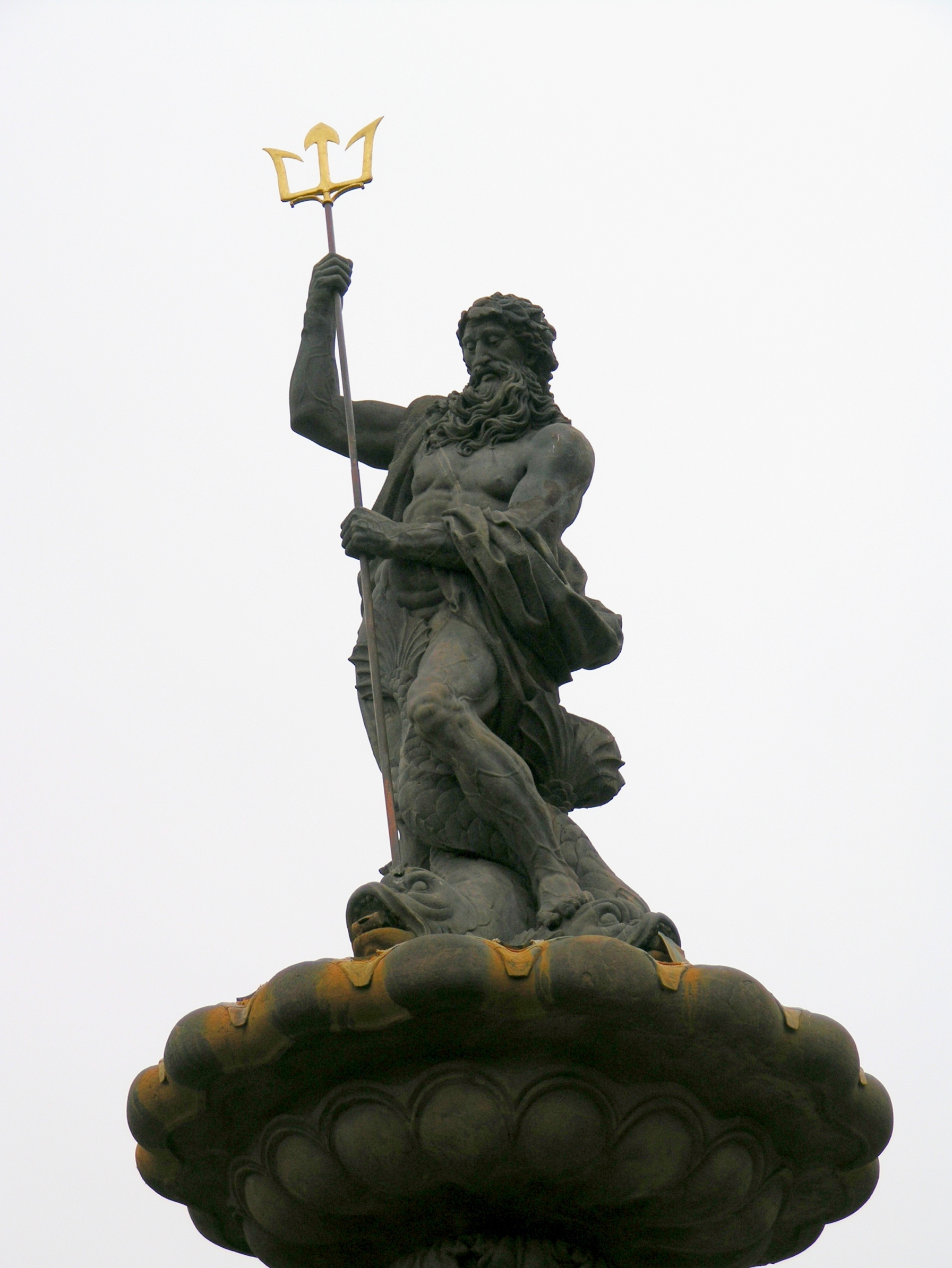
Medvědí fontána Neptun
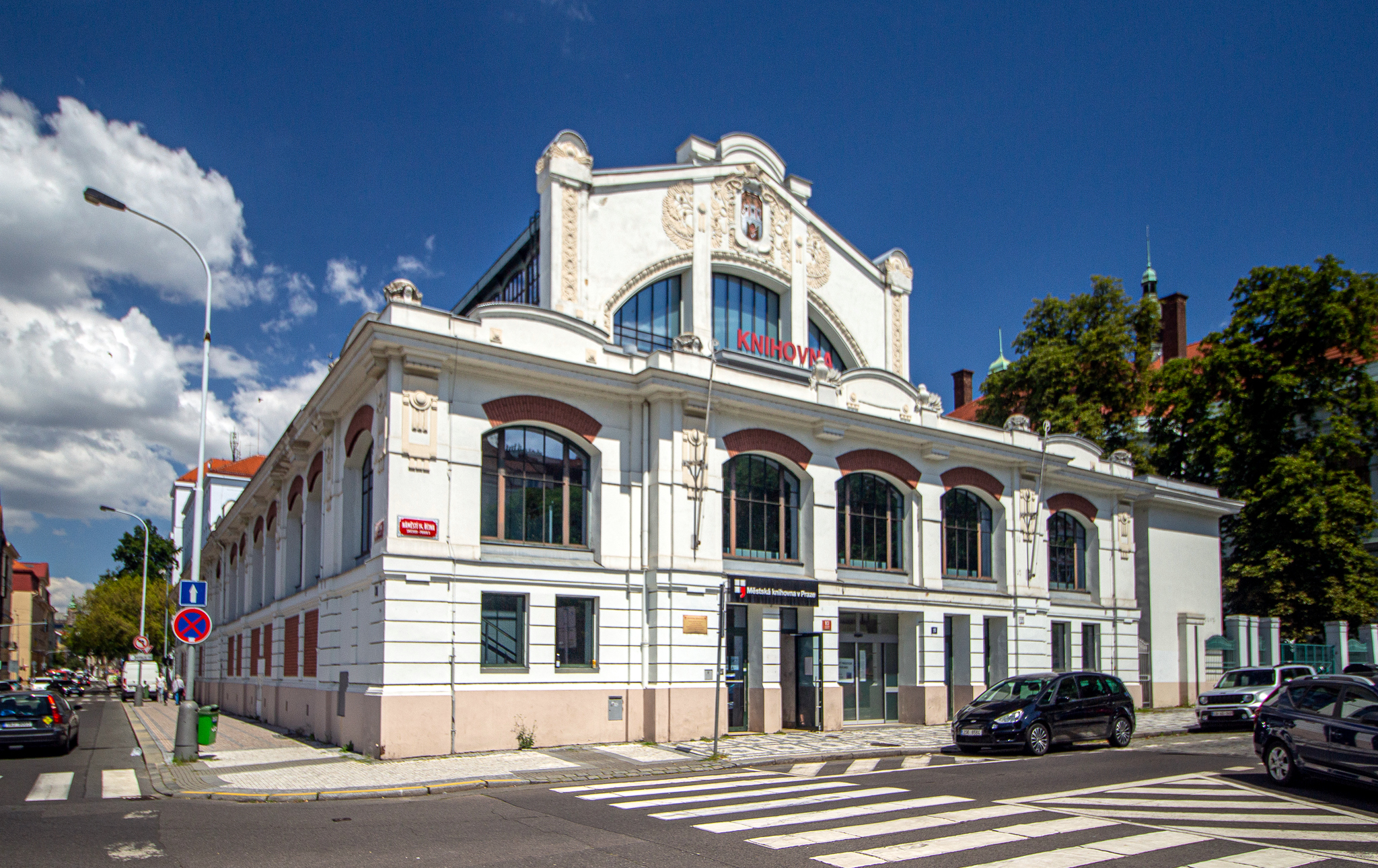
Smíchovská tržnice
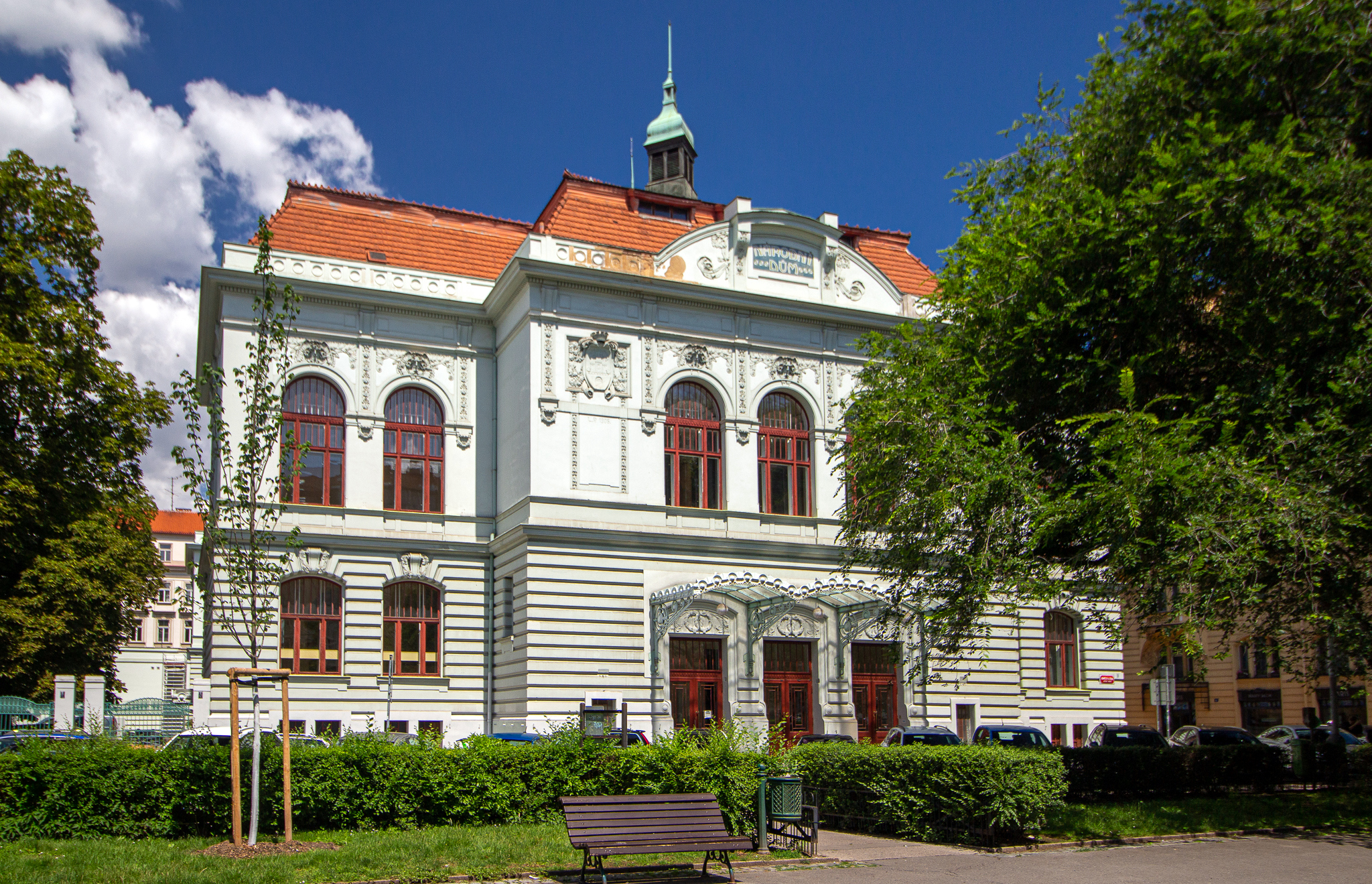
Národní dům na Smíchově
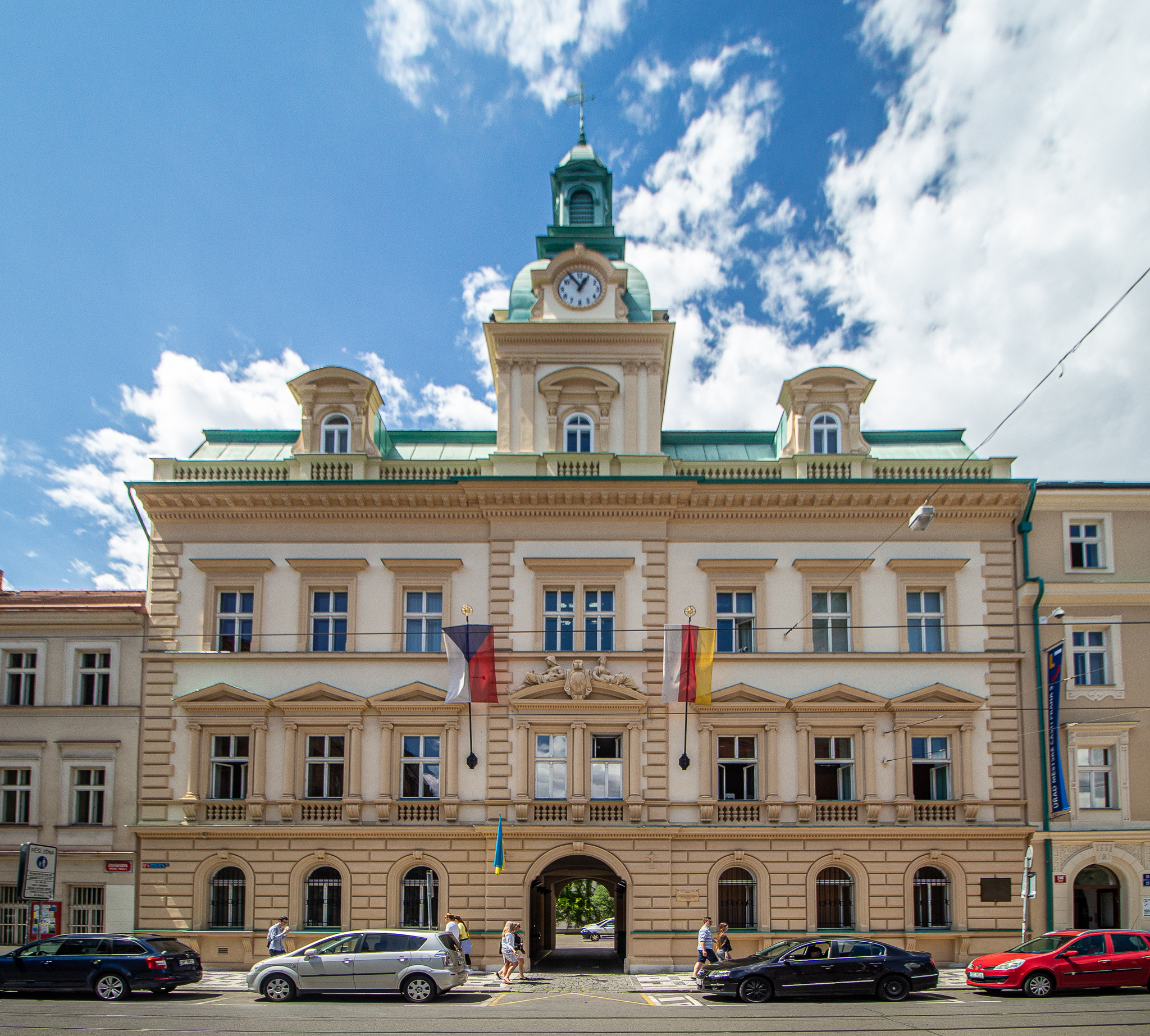
Budova smíchovské radnice
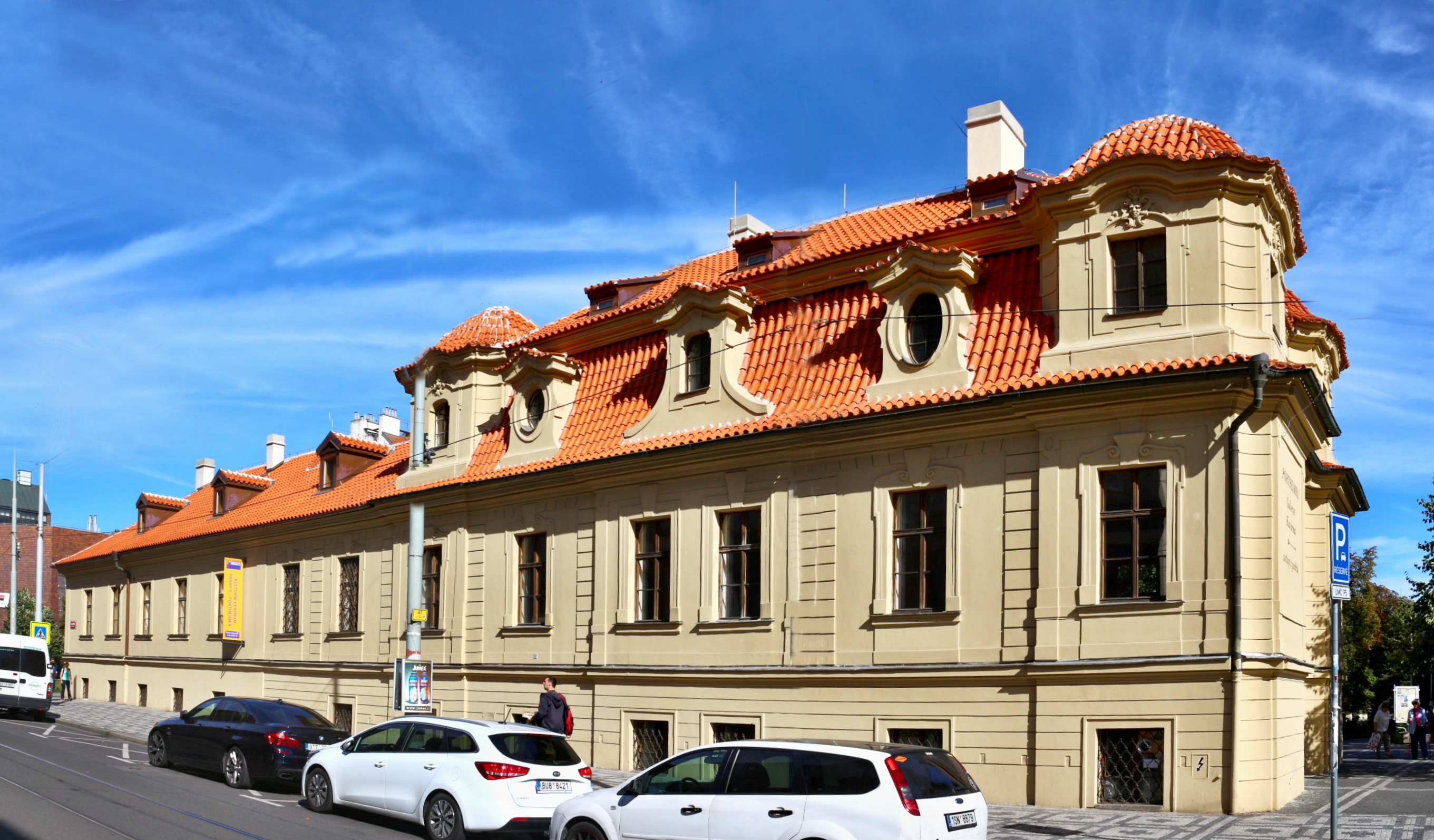
Vila Portheimka
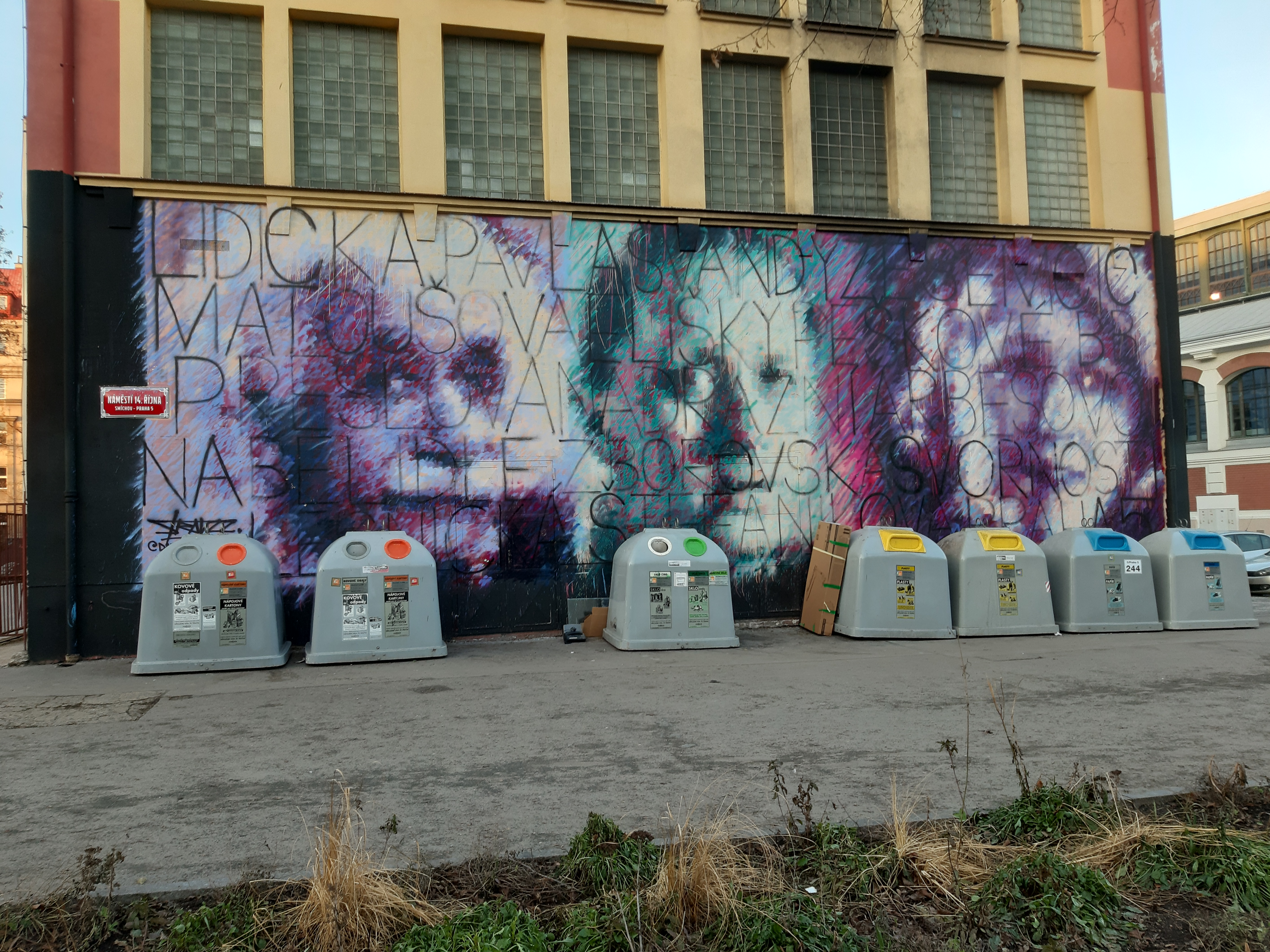
Graffiti zobrazující Einsteina